# Sophie Turrel
Pour les articles homonymes, voir Turrel.
Sophie Turrel est une illustratrice française, née le 9 juin 1973 à Grenoble.

## Biographie
Diplômée de design à l’école des Beaux Arts de Saint-Etienne. Elle est depuis le début des années 2000 illustratrice et graphiste freelance. Mais elle est surtout connue[réf. nécessaire] pour ses illustrations de cartes postales diffusées en France et dans le monde (Collection cache-cache aux éditions des Correspondances), et ses livres pour enfants qu'elle a illustrés avec Stéphanie Dunand-Pallaz, alias Nini Bombardier pour la série Les Petits Chats, éditée et distribuée par Balivernes éditions. 25 albums sont parus, dont le dernier en 2023. 

## Ouvrages
- La série Les Petits Chats,
  - Le chat Peau d'cow-boy,
  - Le chat Loupé,
  - Le chat Bracadabra,
  - Le chat Seneige,
  - Le chat Perlipopette,
  - Le chat Viré,
  - Les chats Telains,
  - Le chat Mailleur,
  - Le chat Peau d'Paille,
  - Le chat Lala,
  - Le chat Touillis,
  - Le chat Piteau,
  - Le chat Rabia,
  - Les chats Taignes,
  - Le chat Ritable,
  - Le chat Niversaire,
  - Le chat Mouraï,
  - Le chat Pitre,
  - Le chat Teaud' sable.
  - Les chats Peaud'roues
  - Les chats Venturiers
  - Les chats Hutés
  - Le chat Stronaute
  - Le chat Mallow
- La série "les mini-minets"
  - L'imagier du jardin,
  - L'imagier de la maison,
- Les Farfadets et les pierres cachées,
- Brigands et Fées de Chartreuse

## Récompenses
- Prix mon album préféré par les enfants de 56 classes de Clermont-Ferrand en 2006[réf. nécessaire]
- Prix du livre jeunesse du festival BD de Bagnols-sur-Cèze en 2009[1]
- Prix du public 2010 au festival BDécines[2]